# Gaston Taument
Gaston Taument (Den Haag, Nizozemska, 1. listopada 1970.) je bivši nizozemski nogometaš i nacionalni reprezentativac. Igrao je na poziciji desnog krila a većinu svoje karijere proveo je u Feyenoordu.
S Nizozemskom je nastupio na jednom svjetskom (1994. godine u SAD-u) i europskom (1996. godine u Engleskoj) prvenstvu.

## Karijera

### Klupska karijera
Taument je rođen u Den Haagu. Sin je surinamskog oca i indonezijske majke. počeo trenirati u lokalnim omladinskim školama a kasnije u juniorima rotterdamskog Feyenoorda. U seniorsku momčad kluba je prebačen 1988. godine, a sljedeće godine je proveo na posudbi kod gradskog rivala Excelsiora.
U Feyenoordu je proveo devet sezona te je u tom razdoblju odigrao gotovo 300 službenih utakmica za klub. Nakon toga otišao je u portugalsku Benficu u kojoj nije uspio izboriti mjesto u prvom sastavu tako da je tijekom zimskog prijelaznog roka 1998. godine prešao u Anderlecht Bruxelles. Ondje je također igrao malo pa je karijeru nastavio u OFI Kreti i na posljetku u bečkom Rapidu.
Igrački se umirovio u lipnju 2002. godine.

### Reprezentativna karijera
Gaston Taument je bio nizozemski reprezentativac od 1992. do 1996. godine. Na Svjetskom prvenstvu 1994. godine u SAD-u zabio je pobjednički gol u prvoj utakmici skupine protiv Saudijske Arabije. Drugi veći turnir na kojem je nastupio bio je EURO 1996. godine.
Posljednju utakmicu za reprezentaciju odigrao je 31. kolovoza 1996. godine u prijateljskom susretu protiv Brazila.

## Vanjske poveznice
- National Football Teams.com